# Werner Pangritz
Werner Pangritz (* 16. Oktober 1927) ist ein deutscher Fußballspieler. In den 1950er Jahren spielte er für Lokomotive Stendal in der DDR-Oberliga, der höchsten Spielklasse im DDR-Fußball.

## Sportliche Laufbahn
Die Betriebssportgemeinschaft (BSG) Lokomotive Stendal gehörte 1949 zu den Gründungsgemeinschaften der Fußballliga des Deutschen Sportausschusses, der damals höchsten Spielklasse in der Sowjetischen Besatzungszone, später als DDR-Oberliga tituliert. Zum Aufgebot der BSG Lok gehörte der knapp 22-jährige Abwehrspieler Werner Pangritz. Er kam in seiner ersten Oberligasaison nur einmal am 2. Spieltag zum Einsatz. Während er 1950/51 in unregelmäßigen Abständen während der 34 Punktspiele elfmal mitwirkte und auch einmal zum Torerfolg kam, wurde er in der Spielzeit 1951/52 überhaupt nicht in den Punktspielen der Oberliga aufgeboten. Nachdem er 1952/53 wieder nur zu einem Oberligaeinsatz gekommen war, gelang ihm in der Saison 1953/54 der Durchbruch, als er in alle 28 Punktspielen eingesetzt wurde. Dabei spielte er durchgehend als rechter Verteidiger. Es war jedoch bereits seine letzte Oberligaspielzeit, denn Lok Stendal musste danach aus der Oberliga absteigen. Pangritz verhalf der Mannschaft noch mit 21 Einsätzen in den 26 Spielen der DDR-Liga zum sofortigen Wiederaufstieg, beendete danach aber seine Laufbahn in den oberen Fußballligen.